# Publio Cornelio Escipión (cónsul 218 a. C.)
Publio Cornelio Escipión  (c. 255-211 a. C.) fue un militar y político romano del siglo III a. C., miembro de la gens Cornelia. Estuvo casado con Pomponia y fue hijo del consular Lucio Cornelio Escipión y padre de Escipión el Africano. Encabezó con su hermano, Cneo Cornelio Escipión Calvo, la primera ofensiva romana en Hispania durante la segunda guerra púnica hasta su muerte.

## Campaña en Italia
Fue elegido cónsul en 218 a. C., con Tiberio Sempronio Longo, en el primer año de la segunda guerra púnica. Habiendo recibido Hispania como su provincia, salió a la mar con su ejército desde Pisa a Massilia. A su llegada a este último lugar, se encontró con que Aníbal ya había cruzado los Pirineos, y había avanzado hacia el Ródano, pero como sus hombres habían sufrido mucho a causa del mareo, les permitió unos cuantos días de descanso, pensando que había tiempo suficiente para impedir que Aníbal cruzara el Ródano.
Pero la rapidez de los movimientos de Aníbal fue superior a la que el cónsul había anticipado. El ejército cartaginés cruzó el Ródano con seguridad, mientras que los romanos estaban todavía en la desembocadura del río, y cuando Escipión marchó por la orilla izquierda del río, se encontró con que Aníbal ya había avanzado hacia el interior de la Galia; desesperanzado, por lo tanto, decidió navegar de vuelta a Italia, y esperar su llegada en la Galia Cisalpina.
Pero como los romanos tenían ya un ejército de veinticinco mil hombres en la Galia Cisalpina, bajo el mando de dos pretores, Escipión decidió enviar a Hispania el ejército que había traído con él, bajo el mando de su hermano y legado, Cneo Cornelio Escipión Calvo, y dejar con él solo a una pequeña parte de sus tropas. Esta resolución de Escipión probablemente salvó a Roma, porque si los cartagineses hubieran mantenido su dominio indiscutible en Hispania, habrían podido concentrar todos sus esfuerzos en apoyar a Aníbal en Italia, y podrían haber enviado fuertes refuerzos después de la batalla de Cannas que habrían obligado a Roma a rendirse.
Después de que Escipión desembarcó en Pisa, tomó el mando del ejército del pretor, e inmediatamente se apresuró en ir al encuentro de Aníbal, antes de que este fuera capaz de recolectar refuerzos entre los galos cisalpinos. De esta forma, cruzó el Po a la altura de la colonia romana de Piacenza, y luego avanzó a lo largo de la margen izquierda del río en busca de Aníbal. Poco después de cruzar el río Tesino, sobre el cual había construido un puente, su caballería y su infantería ligera, que él dirigía en persona, se encontró con la caballería de los cartagineses, también comandada por el propio Aníbal. El encuentro (denominado batalla del Tesino) se llevó a cabo y los romanos fueron derrotados. El propio cónsul recibió una grave herida, y solo se salvó de la muerte por la valentía de su joven hijo, Publio, el futuro vencedor de Aníbal, aunque, según otros relatos, le debió su vida a un esclavo ligur. P. Escipión se retiró a través del Ticino, destruyendo el puente detrás de él. Luego cruzó también el río, y finalmente se refugió en Piacenza.
Aníbal, que también había cruzado el Po, le ofreció batalla, que fue rechazada por Escipión, debido a la herida que le impedía tomar el mando de su ejército, y a que ya había decidido, además, esperar la llegada de su colega Sempronio Longo, quien había sido mandado llamar desde Sicilia para reunirse con él.
A la llegada de Sempronio, Escipión estaba acampado en las orillas del Trebia, después de haber abandonado su puesto de mando de Piacenza. Como Escipión continuaba discapacitado por su herida, el comando del ejército recayó en Sempronio. Este último, que estaba ansioso por obtener la gloria derrotando a Aníbal, resolvió dar combate, en oposición a los consejos de su colega. El resultado de la batalla del Trebia fue la completa derrota del ejército romano, que se vio obligado a refugiarse dentro de las murallas de Piacenza.

## Campaña en Hispania
Al año siguiente, 217 a. C., Escipión, como procónsul, cruzó Hispania con una flota de veinte barcos y ocho mil soldados de infantería. Escipión y su hermano Cneo continuaron en Hispania hasta la muerte de ambos en 211 a. C., pero la historia de sus campañas, aunque importante en sus resultados, está llena de hechos confusos y contradicciones. Incluso es imposible afirmar con certeza los años en que la mayoría de las actividades fueron realizadas.
A la llegada de Publio a Hispania, se encontró con que su hermano Cneo Cornelio Escipión Calvo ya tenía una base firme en el país. Poco después de que Cneo desembarcase en Emporiae en el año anterior, 218 a. C., la mayoría de los jefes de la costa del mar Mediterráneo se unieron a él, atraídos por su afabilidad y bondad, que contrastaba completamente con la severidad y la dureza de los comandantes cartagineses.
En el curso del mismo año obtuvo una victoria cerca de la ciudad de Scissis o batalla de Cissa, en la que Hannón, el general cartaginés, fue hecho prisionero, y que le hizo dueño de casi todo el norte de España, desde los Pirineos hasta el Iberus. Asdrúbal Barca avanzó en rápida marcha hacia el norte de Hispania para recuperar la causa cartaginesa en el norte, pero llegó demasiado tarde para lograr cualquier cosa de importancia, y por lo tanto volvió a cruzar el río Iberus, después de quemar parte de la flota romana. Escipión pasó el invierno en Tarraco.
Al año siguiente, 217 a. C., Cneo derrotó a la flota cartaginesa en la desembocadura del Iberus, y consiguió con ello el dominio del mar para los romanos. Publio llegó poco después en medio del verano, y los dos hermanos avanzaron sobre Sagunto, donde Aníbal había depositado a los rehenes, que había obtenido de diferentes tribus ibéricas.
Gracias a la traición de un hispano de nombre de Abelox o Abilyx que se rindió a los Escipiones, los devolvió a sus propios pueblos, y así obtuvieron el apoyo de un gran número de las tribus hispanas. En el curso de los próximos dos o tres años Tito Livio señala varias brillantes victorias obtenidas por los Escipiones, pero como estas no trajeron ningún resultado concreto, hay una clara exageración en su relato.
Así, se dice que derrotaron cerca de un vado del Iberus, en la denominada batalla de Dertosa, a Asdrúbal en 216 a. C. con tales pérdidas, que el cartaginés escapó del campo de batalla con solo unos pocos seguidores. Esta victoria fue obtenida después de la batalla de Cannas, cuando Asdrúbal estaba tratando de marchar a Italia para unirse con su victorioso hermano Aníbal.
Al año siguiente, 215 a. C., Asdrúbal, que había recibido refuerzos de Cartago, bajo el mando de su hermano Magón Barca, puso sitio a la ciudad de Iliturgi, pero sus fuerzas unidas fueron derrotadas por los Escipiones, quienes también lograron una victoria decisiva sobre los cartaginenes en el curso del mismo año, cerca de Intibili.
Al año siguiente 214 a. C., llegó a Hispania otro ejército cartaginés bajo el mando de Asdrúbal Giscón, hijo de Giscón. El relato romano habla otra vez de dos victorias consecutivas conseguidas por Cneo Escipión, pero como de costumbre sin ningún resultado concreto.
En este tiempo Asdrúbal, el hermano de Aníbal, fue llamado a África para oponerse a Sifax, uno de los reyes de Numidia, que llevaba la guerra contra Cartago. Los Escipiones aprovecharon su ausencia para reforzar su poder, consiguiendo que nuevas tribus se unieran a la causa romana, teniendo 20.000 celtíberos bajo sus órdenes y sintiéndose tan fuertes que, a principios de 212 a. C. o 211 a. C., resolvieron cruzar el río Iberus, y hacer un gran esfuerzo para expulsar a los cartagineses de Hispania.
En consecuencia dividieron sus fuerzas. Publio Escipión debía atacar a Magón Barca y a Asdrúbal Giscón, el hijo de Giscón, los cuales fueron apoyados por Masinisa y el jefe hispano Indíbil, mientras que su hermano Cneo atacaría a Asdrúbal Barca, que ya había regresado de África, después de llevar la guerra contra Sifax a un feliz término.
Pero el resultado fue mortal. Publio fue muerto, con la mayor parte de sus fuerzas, y Magón y Asdrúbal Giscón, se unieron a Asdrúbal Barca, para aplastar a Cneo. Mientras tanto Cneo había sido al mismo tiempo paralizado por la defección de los veinte mil celtíberos, que se habían unido al general cartaginés, y ahora Cneo estaba rodeado por las fuerzas unidas de los tres generales. En consecuencia, su campamento fue tomado, y cayó él mismo en la denominada batalla del Betis Superior, veintinueve días después de la muerte de su hermano. Los restos de su ejército fueron recogidos por Lucio Marcio Séptimo, un caballero romano.
El año en el que perecieron los Escipiones es más bien dudoso. Tito Livio dice que se encontraban en el octavo año después de que Cneo Escipión había llegado a Hispania.